# Topolno (Ukraina)
Topolno (ukr. Топільне) – wieś na Ukrainie, w obwodzie wołyńskim, w rejonie rożyszczeńskim, nad Styrem.
Pod koniec XIX w. wieś w powiecie łuckim na południe od miasta Rożyszcze.